# Kadijiwka (przystanek kolejowy)
Kadijiwka (ukr. Кадіївка) – przystanek kolejowy w pobliżu miejscowości Kadyjiwka, w rejonie chmielnickim, w obwodzie chmielnickim, na Ukrainie. Położony jest na linii Chmielnicki – Kamieniec Podolski – Kelmieńce.
W okresie międzywojennym w tym miejscu istniała mijanka.